# يعلى بن أمية
أَبُو صَفْوَان يَعْلَى بنُ أُمَيّة بنِ أَبِي عُبَيْدَةَ ٱلْحَنْظَلِيّ ٱلتَّمِيمِيّ (30 ق هـ - 48 هـ / 592م - 668م) صحابي جليل من مشاهير الصحابة من أهل مكة المكرمة، كان يعلى من الولاة الأغنياء الأسخياء واشتُهر بالجود والكرم. أسلم يوم الفتح، وشهد مع النبي محمد ﷺ غزوة حُنين والطائف وتبوك. استعمله النبي ﷺ والياً على الجند في اليمن بعد حجة الوداع وذلك في سنة 10 هـ، ثم وجهه الخليفة أبو بكر الصديق لقتال قبيلة خولان في اليمن في حروب الردة، فحاربهم وظفر بهم، ثم ولي نجران وغالبية أعمال اليمن للخليفة عمر بن الخطاب، ثم ضم إليه الخليفة عثمان بن عفان ولاية اليمن كاملةً فأقام في صنعاء، وكان يعلى ممن خرج مع أم المؤمنين عائشة وطلحة والزبير للمطالبة بدم عثمان بن عفان وشهد معهم وقعة الجمل. وبعدها انضم يعلى إلى الخليفة علي بن أبي طالب وشهد معه معركة صفين. روى يعلى عن النبي ﷺ ثمانية وعشرين حديثاً، وله حديث في الصحيحين، قال شمس الدين الذهبي: «كان يعلى أول من أرخ الكتب أيام ولايته على اليمن، وكان من أجواد الصحابة، وكان ينفق الأموال كما ينفق الملوك». وقد ذكر ابن كثير أن يعلى قد ولي الطائف أيضًا في أيام عمر بن الخطاب. وكان يعلى أول من كسا الكعبة كسوتين بأمرٍ من الخليفة عثمان بن عفان.
قال ابن سعد: «كان يعلى بن أمية التميمي حليفاً لبني نوفل بن عبد مناف من قريش، وأسلم هو وأبوه أمية وأخوه سلمة بن أمية، وشهد يعلى وسلمة ابنا أمية مع رسول الله ﷺ غزوة تبوك، وكان يعلى بن أمية يفتي في مكة».، وقال أبو اليقظان: «كان يعلى من المهاجرين»، وقال البلاذري: «ولى  أبو بكر الصديق يعلى بن أمية اليمن فوليها زمناً، وكان يعلى عظيم المنزلة من عثمان بن عفان رضي الله عنه وكان يستشيره، وزيدَ بن ثابتٍ رضي الله عنهما».
وقد حدّث عنه أبناؤه؛ صفوان بن يعلى ومُحَمد بن يعلى، وعثمان بن يعلى وأخوه عبد الرحمن بن أمية وابن أخيه صفوان بن عبد الله بن أمية وعكرمة ومجاهد بن جبر وعطاء بن أبي رباح وغيرهم. توفي يعلى في مكة في خلافة معاوية بن أبي سفيان عام 48 هـ تقريباً، وقيل قُتِل في معركة صفين عام 37 هـ.

## نسبه ونشأته

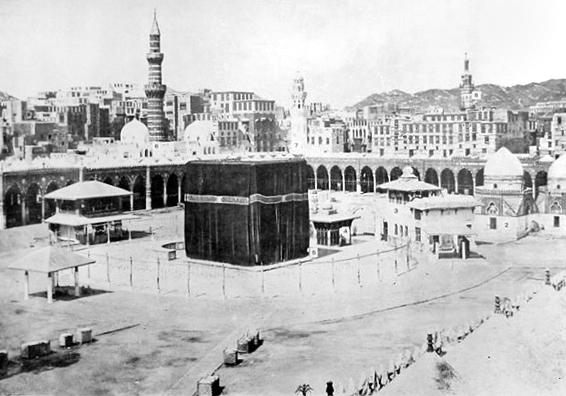
صورة للمسجد الحرام وتظهر فيه الكعبة، حيث ولد يعلى بن أمية في مكة بالقرب منها وكانت داره تطل على فناء الحرم المكي.

هو يَعْلَى بن أُمية بن أبي عُبيدة بن هَمَّام بن الحارث بن بكر بن زيد بن مالك بن حَنْظَلة بن مالك بن زيد مَنَاة بن تَميم بن مر بن أد بن عمرو بن إلياس بن مضر بن نزار بن معد بن عدنان الحنظلي التميمي، يُكَنى بأبي صفوان، ويُقَال أبو خالد، ويُقَال أبو خلف.
أمه منية بنت غزوان بن جابر بن وُهيب بن نُسَيْب بن زيد بن مالك بن الحارث بن عَوْف بن الحارث بن مازن بن منصور بن عكرمة بن خصَفة بن قيس عَيْلاَن بن مضر وهي أخت الصحابي عتبة بن غزوان، وقال بعض العلماء إن أمه منية بنت جابر عمة عتبة بن غزوان.
ولد يعلى بن أمية في مكة المكرمة، وكان من أغنياء مكة وأشرافها في الجاهلية، وكانت له دار عظيمة على مقربةٍ من المسجد الحرام، قال الفاكهي: «دار يعلى بن أمية التي كانت على قفا المسجد، يُقَال لها ذات الوجهين، وكان لها بابان، وكان يكون فيها العطارون، وكانت مما يلي الباب». وقال الأزرقي: «كانت دار يعلى بن أمية التي يقال لها ذات الوجهين في فناء المسجد الحرام، وهي تجاور دور بني شيبة، ثم إنها دخلت في المسجد الحرام بعد توسعة الخليفة العباسي المهدي بن أبي جعفر سنة إحدى وستين ومائة». وقال عنه الحاكم الكبير: «كان يعلى بن أمية من أسخياء أصحاب النبي ﷺ». وكان والده أمية بن أبي عبيدةٍ التميمي فارساً وقد شهد حرب الفجار في الجاهلية وحارب مع قريش وكنانة ضد قبائل قيس عيلان.

## سيرته وأخباره

### إسلامه

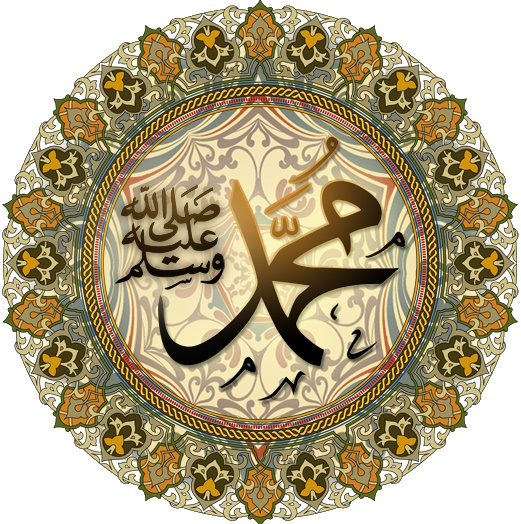
تخطيط اسم النبي محمد وقد شهد معه يعلى بن أمية ثلاث غزوات.

أسلم يعلى في سنة فتح مكة عام 8 هـ وحسن إسلامه، وزعم ابن منده أن يعلى كان قديم الإسلام وأنه شهد مع النبي غزوة بدر، وقد تتبع ابن الأثير الجزري قول ابن منده وضعَّف روايته، والثابت أن إسلام يعلى كان بعد فتح مكة، شهد يعلى مع النبي ﷺ غزوة حنين وغزوة الطائف وغزوة تبوك وحجة الوداع. أسلم يعلى وأسلم معه أبوه أمية، وأخواه سلمة بن أمية، وعبد الرحمن بن أمية، وأخته نفيسة بنت أمية جميعاً، وهم معدودون في الصحابة.

### ولايته على مدينة الجند باليمن
لما أسلم أهل اليمن استعمل النبي عليهم باذان، فلما توفي وجه النبي سبعةً على أعمال اليمن منهم يعلى بن أمية الذي استعمله والياً على مدينة الجند باليمن، قال ابن الأثير: «كان النبي ﷺ قد جمع لباذان حين أسلم وأسلم أهل اليمن عمل اليمن جميعه، وأمره على جميع مخاليفه، فلم يزل عاملاً عليه حتى مات، فلما مات باذان، فرق رسول الله ﷺ أُمراءه في اليمن، فاستعمل عمرو بن حزمٍ على نجران، وخالدَ بن سعيد بن العاص على مابين نجران وزبيد، وعامرَ بن شهر على همدان، وعلى صنعاء شهرَ بن باذان، وعلى عك والأشعريين الطاهر بن أبي هالة، وعلى مأرب أبا موسى الأشعري، وعلى الجند يعلى بن أمية». بقي يعلى أميراً على الجند باليمن حتى توفي رسول الله ﷺ سنة 11 هـ.

### دوره في القضاء على الردة في اليمن
لما توفي الرسول ﷺ، وظهر الأسود العنسي وادّعى النبوة وتبعه قومٍ من أهل اليمن، انتفضت بلدان اليمن وأعمالها، فوجه الخليفة أبو بكر الصديق الجيوش لمحاربة المرتدين، وكان يعلى قائداً لأحد هذه الجيوش. كلفه أبو بكر بالمسير إلى مخلاف خولان في اليمن ومحاربة من ارتد من أهله، فسار إليهم يعلى وحاربهم وظفر بهم حتى أذعنوا وأقروا بالصدقة وعادوا إلى الإسلام. ثم إن أبا بكرٍ الصدّيقَ قسم ولاية اليمن فيما رواه البلاذري بين ثلاثة ولاةٍ وهم: يعلى بن أمية، والمهاجر بن أبي أمية، وزياد بن لبيد. أما ابن قتيبة فقال: ولى أبو بكر الصديق يعلى بن أمية على اليمن.

### في عهد عمر بن الخطاب

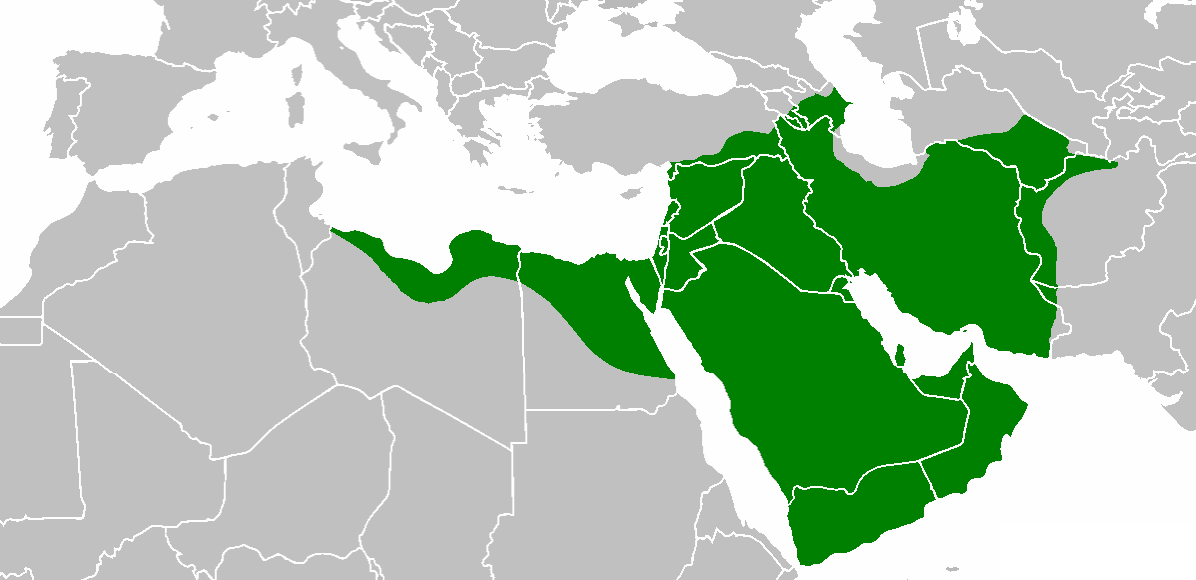
حدود دولة الخلافة الراشدة في عهد عمر بن الخطاب (13 هـ - 23 هـ).

كان يعلى بن أمية من أمراء وولاة الخليفة عمر بن الخطاب، فقد استعمله على ولاية نجران، ثم استعمله على ولاية الطائف، ثم ولاه على ولاية صنعاء وكامل بلاد اليمن، إذ كان يعلى من الولاة الموثوقين عند الخليفة عمر بن الخطاب، وقد بقي يعلى أميراً على صنعاء واليمن حتى توفي عمر بن الخطاب عام 23 هـ. وخرج يعلى بن أمية مع عمر بن الخطاب في سفره إلى بلاد الشام.
ومما يدل على فقه يعلى القصة المشهورة التي حدثت في أيام ولايته على اليمن، وذلك أن رجلاً من أهل حفاش في اليمن قتل ولداً لأحدهم، فوصل الخبر إلى يعلى وأحضر القاتل وسأله، فاعترف الرجل بقتله الولدَ، فأخذ يعلى سيفاً ودفعه إلى والد المقتول وقال: اذهب واقتله كما قتل ولدك، فضربه الرجل ضربات عديدة فوقع الرجل مغشياً عليه ولم يشكّوا أنه مات، ثم إن أهل القاتل أخذوه وأرادوا دفنه لظنهم أنه قد مات، فوجدوا فيه عرقاً يتحرك، فذهبوا به إلى بيوتهم ولاطفوه بالأدوية حتى تعافى، ثم مر ما شاء الله تعالى، حتى كان الرجل القاتل يرعى في أحد الأيام غنماً لأهله، ومر به أبو المقتول ورآه وعرفه، فذهب إلى يعلى وأخبره بالخبر، فاستدعاه يعلى ووجد به جراحاتٍ كثيرةٍ، فأمر يعلى من قدّرَ أرْشها، فبلغتِ الدّيَة، فقال يعلى لأبي المقتول: إما أن تدفع ديَةَ الأرش ثم نقتله أو تخلصه، فقال: بل أريد قتله، ومافعلته به من جراحاتٍ يكون مهدوراً! فأبى يعلى ذلك وقال: الدّيةُ أولاً، فقدم أبو المقتول على عمر بن الخطاب في المدينة وشكا إليه يعلى، وقال: إنه حال بينه وبين قاتل ابنه، فبعث عمر إلى يعلى يطلبه للحضور إلى المدينة، فحضر يعلى وأخبر عمر بالخبر، فسأل عمر بن الخطاب الصحابة واستشارهم، فقال علي بن أبي طالب: إن يعلى لفقيه، وقال عُمَر: إنك يا يعلى لقاضٍ.
وذكر الطبري أن يعلى بن أمية أجلى نصارى نجران وأخرجهم من جزيرة العرب بعد أن كتب إليه عُمَر بن الخطاب بكتابٍ يقول فيه: «ائْتِهِمْ وَلا تَفْتِنْهُمْ عَنْ دِينِهِمْ، ثُمَّ أَجْلِهِمْ، مَنْ أَقَامَ مِنْهُمْ عَلَى دِينِهِ، وَأَقْرِرِ الْمُسْلِمَ، وَامْسَحْ أَرْضَ كُلِّ مَنْ تُجْلِي مِنْهُمْ، ثُمَّ خَيِّرْهُمُ الْبُلْدَانَ، وَأَعْلِمْهُمْ أَنَّا نُجْلِيهِمْ بِأَمْرِ اللَّهِ وَرَسُولِهِ، أَلا يُتْرَكَ بِجَزِيرَةِ الْعَرَبِ دِينَانِ، فَلْيُخْرِجُوا مَنْ أَقَامَ عَلَى دِينِهِ مِنْهُمْ، ثُمَّ نُعْطِيهِمْ أَرْضًا كَأَرْضِهِمْ، إِقْرَارًا لَهُمْ بِالْحَقِّ عَلَى أَنْفُسِنَا، وَوَفَاءً بِذِمَّتِهِمْ فِيمَا أَمَرَ اللَّهُ مِنْ ذَلِكَ، بَدَلاً بَيْنَهُمْ وَبَيْنَ جِيرَانِهِمْ مِنْ أَهْلِ الْيَمَنِ وَغَيْرِهِمْ فِيمَا صَارَ لِجِيرَانِهِمْ بِالرِّيفِ». وقال ياقوت الحموي في معجم البلدان: إن يعلى بن أمية حارب أهل مخلاف خولان في اليمن في أوائل خلافة عمر بن الخطاب عام 13 هـ أو 14 هـ وظفر بهم وفتح حصونهم.

### في عهد عثمان بن عفان

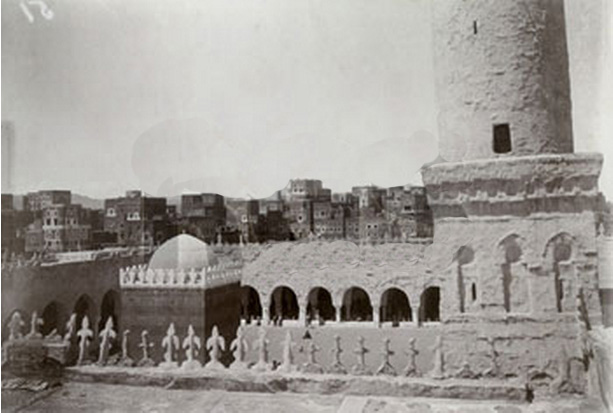
صورة الجامع الكبير في صنعاء وكان يعلى بن أمية أميراً على اليمن لمدة خمسةٍ وعشرين عاماً في عهد الخلفاء الراشدين.

أقر عثمان بن عفان يعلى على ولاية اليمن وجميع مخاليفه، وكان يعلى بن أمية عظيم القدر عند عثمان بن عفان، وكان أحد كبار مستشاريه، وفيه يقول الشاعر:
بقي يعلى أميراً على اليمن طيلة أيام عثمان، ولما بلغه خبر محاصرة الخوارج للخليفة عثمانَ بن عفان في داره في المدينة، خرج بنفسه من صنعاء لنصرة عثمان، فلما كان في مكة المكرمة أتاه الخبر باستشهاد عثمان. ذكر المدائني أن يعلى بن أمية كان على اليمن، فبلغه خبر عثمانَ بن عفان، فأقبل لينصره، فسقط من بعيره في الطريق، وانكسرت فخذه، فقدم مكة بعد انقضاء الحج.

## كرمه وجوده
كان يعلى بن أمية من أثرياء العرب وأشرافهم، وكان كريماً جواداً مشهوراً بالكرم والعطاء، ذكر ابن عساكر أن علي بن أبي طالب قال عنه: «يعلى بن أمية أسخى الناس». وقال خير الدين الزركلي: «كان يعلى بن أمية من الولاة الأغنياء الأسخياء». وذكر الذهبي أنه كان يُنَفق الأموال كما يُنَفق المُلَوك، وقال النووي: «كان يعلى جوادًا معروفًا بالكرم».
ومن قصص كرمه وسخائه أنه قدم مرةٍ المدينةَ المنورةَ في خلافة عثمانَ بن عفان، فأتاه أبو سفيان بن حرب، فأعطاه يعلى عشرة آلاف درهم. وذكر بعض العلماء أن يعلى لما مات ترك أموالاً عظيمةً بلغت خمسمائة ألف دينار، وديوناً على الناس، وعقاراتٍ كثيرةً من البيوت والأراضي والمزارع بلغت قيمتها ثلاثمائة ألف دينار.

## روايته للحديث

مسند الإمام أحمد وقد أخرج فيه أكثر من عشرين حديثاً عن الصحابي يعلى بن أمية.

كان يعلى بن أمية محدثًا، وفقيهًا، وقاضيًا، وكان له معرفة بالأمور الشرعية إلى جانب إمارته ومهارته العسكرية والحربية، وقيادته للجيوش، فهو يُعد من فرسان الصحابة ومن محدثي الصحابة أيضاً وفقهائهم، فمع أنه كان أميراً على واحدٍ من أكبر أقاليم الجزيرة العربية لكنه لم ينشغل عن الأمور الشرعية ورواية الأحاديث النبوية، وقد ذكر ابن حزم الأندلسي أن يعلى بن أمية روى عن النبي ﷺ ثمانيةً وعشرينَ حديثاً. وقد أخرج له الإمام أحمد بن حنبل في مسندهِ أكثر من عشرين حديثاً هي الأحاديث (17948- 17970).
روى عن:
- النبي ﷺ.
- عمر بن الخطاب.
- عنبسة بن أبي سفيان.

وحدّثَ عنه:
- ابنه صفوان بن يعلى بن أمية.
- ابنه عثمان بن يعلى بن أمية.
- ابنه محمد بن يعلى بن أمية.
- أخوه عبد الرحمن بن أمية.
- ابن أخيه صفوان بن عبد الله بن أمية.
- عبد الله بن بابيه.
- مجاهد بن جبر.
- عكرمة مولى ابن عباس.
- عطاء بن أبي رباح.
- عبد الله بن الديلمي.
- فنج اليماني.
- موسى بن باذان.

## أسرته

### زوجاته
تذكر المصادر التاريخية وكُتَب الأنساب أن يعلى بن أمية تزوج من امرأتين وهما:
- بنت أبي لهب بن عبد المطلب الهاشمية القرشية ولم تذكر المصادر التاريخية اسمها.[46]
- حبيبة بنت الزبير بن العوام الأسدية القرشية.[47]

### أولاده
كان ليعلى ثمانية أبناءٍ وثلاث بناتٍ، فأولاده:
- صفوان بن يعلى وبه كان يُكَنى بأبي صفوان، وهو معدود في مشاهير التابعين وله روايات في صحيح البخاري وكتب الحديث حدّث عن أبيه يعلى بن أمية، وحدث عنه عطاء بن أبي رباح.[48][49]
- عبد الله بن يعلى وكان شاعراً من شعراء الحجاز.[50]
- مُحَمد بن يعلى وكان من رواة الحديث حدث عن أبيه.
- عثمان بن يعلى أحد رواة الحديث وقد حدث عن أبيه.
- حيي بن يعلى حدث عن أبيه.
- عمرو بن يعلى
- الوليد بن يعلى
- حبيش بن يعلى

وبناته:
- أم يحيى بنت يعلى كان لها صُحَبة أسلمت هي وابنها يوم فتح مكة، ولم تذكر المصادر اسمها، ولا يعرف إلا لقبها.[51][52]
- حكيمة بنت يعلى تزوجها عتبة بن أبي سفيان وولدت له؛ يعلى وعبد الله ومعاوية وفاختة بنت عتبة.[53]
- أم الحلاس بنت يعلى.[54]

## وفاته
ذكر كثير من المؤرخين نقلاً عن أبي حسان الزيادي أن يعلى بن أمية قُتِل مع علي بن أبي طالب في معركة صفين عام 37 هـ، قال ابن الأثير: «شهد يعلى الجمل مع عائشة رضي الله عنها، ثُمَّ صار من أصحاب عَليّ رضي الله عنه، وقُتِل معه بصفين.». وقد تتبع قول الزيادي هذا عدد من العلماء وأنكروه، واستبعد هذا القول أيضاً ابن حجر العسقلاني، واستدل على تأخر موته أن النسائي أخرج عن طريق عطاء أن يعلى بن أمية شهد وفاة عنبسة بن أبي سفيان وكانت وفاة عنبسة سنة سبع وأربعين، فتكون وفاة يعلى بن أمية عام 48 هـ تقريباً في خلافة معاوية بن أبي سفيان في مكة المكرمة.

### فهرس المراجع
1. ↑  ابن حجر (1995)، ص. 1090.
2. ↑  ابن عبد البر (1992)، ج. 4، ص. 1585.
3. ↑  الطبري (1967)، ج. 3، ص. 318.
4. ↑  الذهبي (1985)، ج. 3، ص. 101.
5. ↑  ابن كثير (1997)، ج. 9، ص. 668.
6. ↑  الأزرقي (1983)، ج. 1، ص. 260.
7. ↑  الجبوري (2003)، ج. 7، ص. 34.
8. ↑  ابن سعد (1990)، ج. 6، ص. 11.
9. 1 2 3  البلاذري (1996)، ج. 12، ص. 146.
10. ↑  الذهبي (1993)، ج. 4، ص. 326.
11. ↑  المزي (1980)، ج. 32، ص. 378.
12. ↑  ابن ناصر الدين (1993)، ج. 8، ص. 275.
13. ↑  الفاكهي (1994)، ج. 3، ص. 295.
14. ↑  الأزرقي (1983)، ج. 2، ص. 248.
15. ↑  أبو أحمد الحاكم (2015)، ج. 3، ص. 101.
16. ↑  ابن حبيب (1985)، ص. 171.
17. ↑  ابن الأثير (1994)، ج. 5، ص. 486.
18. ↑  ابن حجرأ (1995)، ج. 4، ص. 244.
19. ↑  ابن الأثير (1994)، ج. 1، ص. 282.
20. ↑  ابن الأثير (1997)، ج. 2، ص. 196.
21. ↑  ابن خلدون (1981)، ج. 2، ص. 481.
22. ↑  اليعقوبي (1995)، ج. 2، ص. 122.
23. ↑  البلاذري (1988)، ص. 105.
24. ↑  البلاذري (1988)، ص. 108.
25. ↑  ابن قتيبة (1992)، ص. 276.
26. ↑  البخاري (2019)، ج. 10، ص. 498.
27. ↑  النويري (2002)، ج. 19، ص. 398.
28. ↑  ابن الجوزي (1992)، ج. 4، ص. 198.
29. ↑  النويري (2002)، ج. 19، ص. 400.
30. ↑  ابن عساكر (1995)، ج. 74، ص. 186.
31. ↑  الجندي (1995)، ج. 1، ص. 165.
32. ↑  الطبري (1967)، ج. 3، ص. 446.
33. ↑  ياقوت (1977)، ج. 2، ص. 407.
34. ↑  ابن خلدون (1981)، ج. 2، ص. 602.
35. ↑  ابن الجوزي (1992)، ج. 5، ص. 59.
36. ↑  الحلبي (2006)، ج. 3، ص. 401.
37. ↑  الفاسي (1998)، ج. 6، ص. 247.
38. ↑  ابن عساكر (1995)، ج. 74، ص. 190.
39. ↑  الزركلي (2002)، ج. 8، ص. 204.
40. ↑  النووي (1977)، ج. 2، ص. 165.
41. ↑  المسعودي (2005)، ج. 2، ص. 262.
42. ↑  ابن حزم (1955)، ص. 281.
43. ↑  ابن حنبل (2001)، ج. 29، ص. 468 - 484.
44. 1 2  المزي (1980)، ج. 32، ص. 379.
45. ↑  ابن عساكر (1995)، ج. 74، ص. 192.
46. ↑  ابن عبد البر (1992)، ج. 4، ص. 1587.
47. ↑  ابن عساكر (1995)، ج. 46، ص. 6.
48. ↑  ابن حجرأ (1995)، ج. 3، ص. 380.
49. ↑  البخاري (2019)، ج. 5، ص. 527.
50. ↑  البلاذري (1996)، ج. 12، ص. 147.
51. ↑  ابن الأثير (1994)، ج. 7، ص. 399.
52. ↑  أبو نعيم (1998)، ج. 6، ص. 3577.
53. ↑  الزبيري (1982)، ص. 132.
54. ↑  ابن ناصر الدين (1993)، ج. 2، ص. 563.
55. ↑  ابن حجرأ (1995)، ج. 6، ص. 539.

### بيانات المراجع كاملة
- ابن حزم الأندلسي (1955)، جوامع السيرة وخمس رسائل أخرى لابن حزم، تراث الإسلام (2)، مراجعة: أحمد محمد شاكر. تحقيق: إحسان عباس، ناصر الدين الأسد (ط. 1)، القاهرة: دار المعارف، OCLC:174312168، QID:Q116761750
- محمد بن جرير الطبري (1967)، تاريخ الرُّسُل و المُلُوك، تحقيق: محمد أبو الفضل إبراهيم (ط. 2)، القاهرة: دار المعارف، OCLC:934442375، QID:Q114456807
- ياقوت الحموي (1977)، معجم البلدان (ط. 1)، بيروت: دار صادر، OCLC:1014032934، QID:Q114913343
- يحيى بن شرف النووي (قرابة 1977)، تهذيب الأسماء واللغات، بيروت: دار الكتب العلمية، OCLC:20240100، QID:Q116753641 {{استشهاد}}: تحقق من التاريخ في: |publication-date= (مساعدة)
- جمال الدين المزي (1980)، تهذيب الكمال في أسماء الرجال، تحقيق: بشار عواد معروف (ط. 1)، بيروت: مؤسسة الرسالة، OCLC:235963978، QID:Q113613903
- ابن خلدون (1981)، العبر وديوان المُبتدأ والخبر في تاريخ العرب والبربر ومن عاصرهم من ذوي الشأن الأكبر، مراجعة: سهيل زكار. تحقيق: خليل شحادة (ط. 1)، بيروت: دار الفكر، OCLC:236018229، QID:Q114684142{{استشهاد}}:  صيانة الاستشهاد: ref duplicates default (link)
- مصعب بن عبد الله الزبيري (1982). نسب قريش. تحقيق: إفاريست ليفي بروفنسال (ط. 3). القاهرة: دار المعارف. ISBN:978-977-02-0266-1. OCLC:1227781136. QID:Q116762723.
- الأزرقي (1983)، أخبار مكة وما جاء فيها من الآثار، تحقيق: رشدي صالح ملحس، بيروت: دار الأندلس للنشر، OCLC:1227669260، QID:Q116749902{{استشهاد}}:  صيانة الاستشهاد: ref duplicates default (link)
- شمس الدين الذهبي (1985)، سير أعلام النبلاء، تحقيق: شعيب الأرنؤوط، مجموعة (ط. 1)، بيروت: مؤسسة الرسالة، OCLC:4770539064، QID:Q113078038
- محمد بن حبيب البغدادي (1985)، المنمق في أخبار قريش، تحقيق: خورشيد فاروق (ط. 1)، بيروت: عالم الكتب، OCLC:24298876، QID:Q116752553
- البلاذري (1988)، فتوح البلدان، بيروت: دار ومكتبة الهلال، OCLC:1136113129، QID:Q116752858{{استشهاد}}:  صيانة الاستشهاد: ref duplicates default (link)
- محمد بن سعد البغدادي (1990)، الطبقات الكبرى، تحقيق: محمد عبد القادر عطا (ط. 1)، بيروت: دار الكتب العلمية، OCLC:949938103، QID:Q116749953
- ابن عبد البر (1992)، الاستيعاب في معرفة الأصحاب، تحقيق: علي محمد البجاوي (ط. 1)، بيروت: دار الجيل للطبع والنشر والتوزيع، OCLC:4769991634، QID:Q116749659{{استشهاد}}:  صيانة الاستشهاد: ref duplicates default (link)
- ابن قتيبة (1992)، المعارف، تحقيق: ثروت عكاشة (ط. 6)، القاهرة: دار الكتب والوثائق القومية، OCLC:929498770، QID:Q114755560{{استشهاد}}:  صيانة الاستشهاد: ref duplicates default (link)
- أبو الفرج بن الجوزي (1992)، المُنتظم في تاريخ المُلُوك والأُمم، مراجعة: نعيم زرزور. تحقيق: محمد عبد القادر عطا، مصطفى عبد القادر عطا (ط. 1)، بيروت: دار الكتب العلمية، OCLC:25457932، QID:Q114811014
- شمس الدين الذهبي (1993)، تاريخ الإسلام ووفيات المشاهير والأعلام، تحقيق: عمر عبد السلام تدمري (ط. 2)، بيروت: دار الكتاب العربي، OCLC:1227672552، QID:Q115057795
- ابن ناصر الدين (1993)، توضيح المشتبه في ضبط أسماء الرواة وأنسابهم وألقابهم وكناهم، تحقيق: محمد نعيم العرقسوسي (ط. 1)، بيروت: مؤسسة الرسالة، OCLC:30393395، QID:Q116751972{{استشهاد}}:  صيانة الاستشهاد: ref duplicates default (link)
- محمد بن إسحاق الفاكهي (1994)، أخبار مكة في قديم الدهر وحديثه (ط. 2)، بيروت: دار خضر للطباعة والنشر، OCLC:1158836206، QID:Q116752093
- ابن الأثير الجزري (1994)، أسد الغابة في معرفة الصحابة، تحقيق: عادل أحمد عبد الموجود، علي محمد معوض (ط. 1)، بيروت: دار الكتب العلمية، OCLC:4770581728، QID:Q116752568
- ابن حجر العسقلاني (1995)، الإصابة في تمييز الصحابة، تحقيق: علي محمد معوض، عادل أحمد عبد الموجود (ط. 1)، بيروت: دار الكتب العلمية، OCLC:4770581745، QID:Q116752596
- اليعقوبي (1995)، تاريخ اليعقوبي (PDF) (ط. 6)، بيروت: دار صادر، OCLC:1102192975، QID:Q114988669{{استشهاد}}:  صيانة الاستشهاد: ref duplicates default (link)
- ابن عساكر (1995)، تاريخ مدينة دمشق، تحقيق: عمر بن غرامة العمروي، بيروت: دار الفكر للطباعة والنشر والتوزيع، OCLC:4770667638، QID:Q116753093{{استشهاد}}:  صيانة الاستشهاد: ref duplicates default (link)
- ابن حجر العسقلاني (1995)، تقريب التهذيب، تحقيق: أحمد شاغف (ط. 1)، الرياض: دار العاصمة، OCLC:47698091، QID:Q117084598
- بهاء الدين الجندي (1995)، السلوك في طبقات العلماء والملوك، تحقيق: محمد بن علي الأكوع (ط. 2)، صنعاء: مكتبة الإرشاد، OCLC:4770373755، QID:Q116753104
- البلاذري (1996)، جمل من كتاب أنساب الأشراف، تحقيق: سهيل زكار، رياض زركلي، بيروت: دار الفكر للطباعة والنشر والتوزيع، OCLC:122969004، QID:Q114665392{{استشهاد}}:  صيانة الاستشهاد: ref duplicates default (link)
- ابن الأثير الجزري (1997)، الكامل في التاريخ، تحقيق: عمر عبد السلام تدمري (ط. 1)، بيروت: دار الكتاب العربي، OCLC:784518815، QID:Q114660797
- ابن كثير الدمشقي (1997)، البداية والنهاية، تحقيق: عبد الله بن عبد المحسن التركي، القاهرة: هجر للطباعة والنشر والتوزيع والإعلان، OCLC:4770896261، QID:Q113496832
- أبو نعيم الأصبهاني (1998)، معرفة الصحابة، تحقيق: عادل العزازي (ط. 1)، الرياض: دار الوطن للنشر، OCLC:4770508104، QID:Q116762289
- محمد بن أحمد بن علي الفاسي (1998)، العقد الثمين في تاريخ البلد الأمين، تحقيق: محمد عبد القادر عطا (ط. 1)، بيروت: دار الكتب العلمية، OCLC:1227667881، QID:Q116753217
- أحمد بن حنبل (2001)، مسند الإمام أحمد بن حنبل، تحقيق: شعيب الأرنؤوط (ط. 1)، بيروت: مؤسسة الرسالة، OCLC:38490947، QID:Q115484580
- شهاب الدين النويري (2002)، نهاية الأرب في معرفة الأدب، تحقيق: مجموعة (ط. متعدد)، القاهرة: دار الكتب والوثائق القومية، OCLC:4770572881، QID:Q114648205
- خير الدين الزركلي (2002)، الأعلام: قاموس تراجم لأشهر الرجال والنساء من العرب والمستعربين والمستشرقين (ط. 15)، بيروت: دار العلم للملايين، OCLC:1127653771، QID:Q113504685
- كامل سلمان الجبوري (2003). معجم الأدباء من العصر الجاهلي حتى سنة 2002م. بيروت: دار الكتب العلمية. ISBN:978-2-7451-3694-7. LCCN:2003489875. OCLC:54614801. OL:21012293M. QID:Q111309344.
- المسعودي (2005). مُرُوج الذهب ومعادن الجوهر. مراجعة: كمال حسن مرعي (ط. 1). صيدا، بيروت: المكتبة العصرية. ISBN:9953-34-317-9. OCLC:4770827273. QID:Q116270317.{{استشهاد بكتاب}}:  صيانة الاستشهاد: ref duplicates default (link)
- علي بن برهان الدين الحلبي (2006)، إنسان العيون في سيرة الأمين المأمون: السيرة الحلبية (ط. 2)، بيروت: دار الكتب العلمية، OCLC:4770543226، QID:Q116753167
- الحاكم الكبير (2015)، الأسامي والكنى، تحقيق: محمد بن علي الأزهري (ط. 1)، دار الفاروق للنشر والتوزيع، OCLC:941577134، QID:Q116752531
- محمد بن إسماعيل البخاري (2019). التاريخ الكبير. تحقيق: محمد بن صالح بن محمد الدباسي، محمود بن عبد الفتاح النحال (ط. 1). الرياض: الناشر المتميز. ISBN:978-603-02-8608-9. OCLC:1275431666. QID:Q116752829.